# 汽车城
目前公认的国际级的汽车城有美国的底特律、日本名古屋附近的豐田市、德国的斯图加特、意大利都灵。
一般而言，汽车城具有以下幾項特点：
- 汽车城的核心制造业是世界级的大公司；
- 汽车城生产的主导产品具有世界先进水準，领导世界潮流；
- 汽车城所在地经济紧密与汽车相关。